# Chiretolpis nigrita
Chiretolpis nigrita är en fjärilsart som beskrevs av Rothschild och Jordan 1901. Chiretolpis nigrita ingår i släktet Chiretolpis och familjen björnspinnare. Inga underarter finns listade i Catalogue of Life.